# Gerhard Siedl
Gerhard Siedl (* 22. März 1929 in München; † 18. April 1998 ebenda) war ein saarländischer und deutscher Fußballnationalspieler.

## Karriere

### Vereine
Mit 16 Jahren gehörte Siedl bereits dem Kader des FC Bayern München an, für den er (zunächst) von 1946 bis 1948 in der Oberliga Süd aktiv war. In der Saison 1948/49 spielte er für Borussia Neunkirchen in der Ehrenliga Saarland, kehrte anschließend für zwei Spielzeiten zum FC Bayern München zurück. Von 1951 bis 1953 spielte er abermals für Borussia Neunkirchen, diesmal allerdings in der Oberliga Südwest. Anschließend wechselte er zum Ligakonkurrenten 1. FC Saarbrücken, für den er von 1953 bis 1956 94 Oberligaspiele bestritt und 43 Tore erzielte. Es folgte eine Spielzeit in der Oberliga Süd für den Karlsruher SC und drei Spielzeiten in dieser abermals für die Bayern. Mit beiden Vereinen gewann er je einmal den Vereinspokal. 
Nach 15 Fußballjahren in Deutschland wechselte er ins Ausland. Zunächst war er in der Saison 1960/61 in der Nationalliga A, der höchsten Spielklasse in der Schweiz, für den FC Basel in zehn Punktspielen aktiv. Noch vor Ablauf der Saison wechselte er nach Österreich und bestritt 1961 neun Punktspiele für den A-Ligisten SV Austria Salzburg. Mit dem Abstieg des Vereins in die zweitklassige Regionalliga West begab er sich in die Niederlande und absolvierte eine Spielzeit für den Zweitligisten Alkmaar ’54. Mit dem Abstieg des Vereins in die drittklassige Tweede Divisie verließ er diesen und war nochmals in Österreich für den FC Dornbirn 1913 aktiv, mit dem er am Saisonende 1962/63 die Meisterschaft in der Regionalliga West gewann.

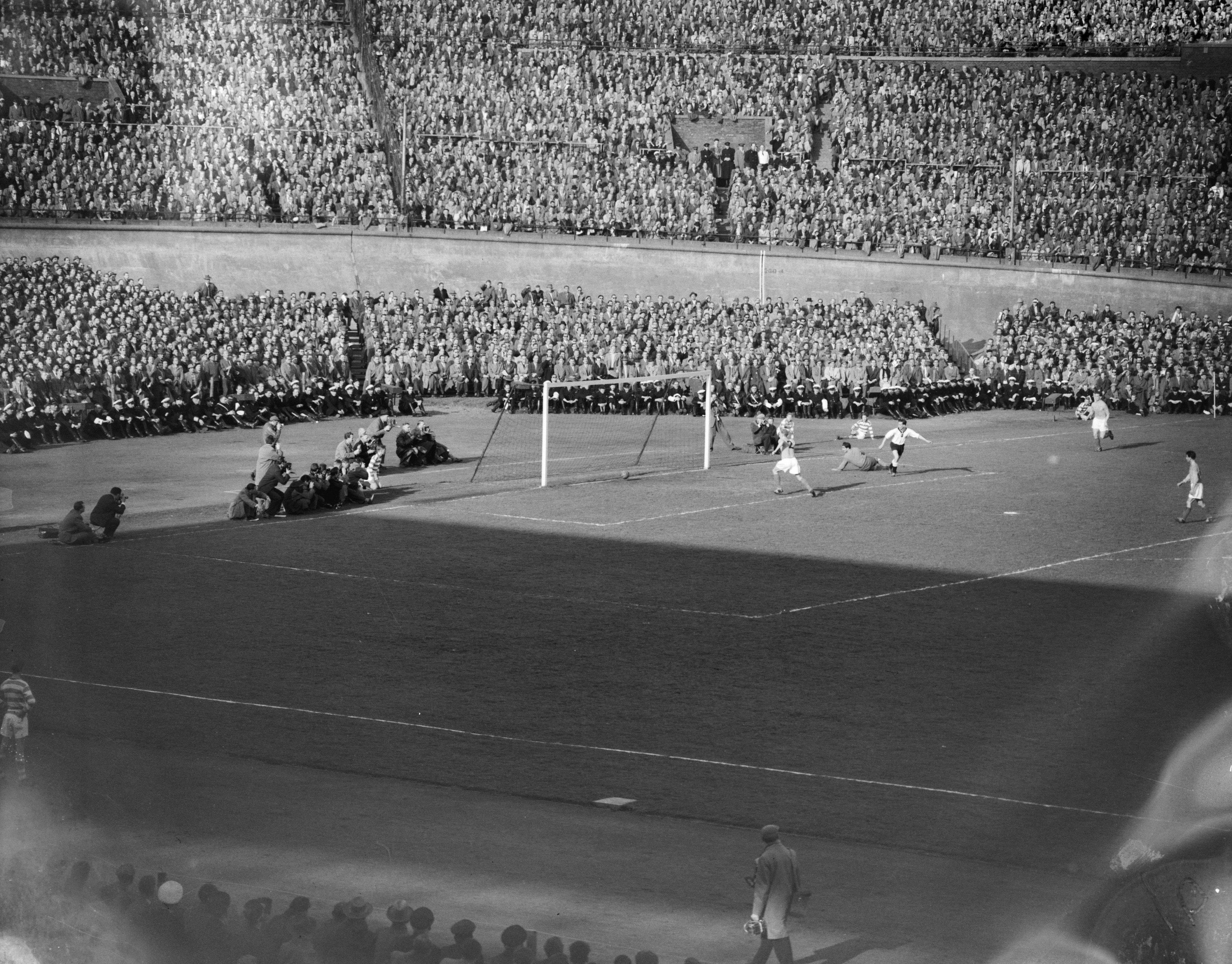
Gerhard Siedl erzielt am 3. April 1957 bei seinem A-Nationalmannschaft-Debüt gegen die Niederlande das 1:0-Führungstor für die deutsche Nationalmannschaft

### Nationalmannschaft
Als Spieler von Borussia Neunkirchen kam er am 15. September 1951 zu seinem Länderspieldebüt, das er in Bern, beim 5:2-Sieg der Saarländischen Nationalmannschaft gegen die Schweizerische B-Auswahlmannschaft, sogleich mit seinem ersten Tor krönte. Sein 16. und letztes Länderspiel für den SFV bestritt er am 6. Juni 1956, das mit 2:3 gegen die Auswahl der Niederlande in Amsterdam verloren wurde.
Für die B-Nationalmannschaft bestritt er am 6. März 1957, beim 4:0-Sieg gegen die Auswahl Polens in München, und am 27. März 1957, beim 3:3-Unentschieden gegen die Auswahl Ungarns in Essen, seine einzigen beiden Länderspiele für diese Auswahlmannschaft.
Kurz darauf, am 3. April 1957, debütierte er schließlich auch in der A-Nationalmannschaft, bei deren 2:1-Sieg gegen die niederländische Auswahl er in Amsterdam das 1:0-Führungstor in der 33. Minute erzielte. Sein letztes Länderspiel für den DFB bestritt er am 20. Dezember 1959 in Hannover beim 1:1-Unentschieden gegen die Auswahl Jugoslawiens. Der technisch versierte, aber trainingsfaule Siedl wurde 1957 zweimal als Stürmer und 1959 viermal als Mittelfeldspieler eingesetzt.

## Erfolge
- DFB-Pokal-Sieger 1956, 1957
- Torschützenkönig der Oberliga Südwest 1952
- Meister der Regionalliga West 1963

## Sonstiges
Gerhard Siedl war später als Bandagist in einem orthopädischen Fachgeschäft tätig; schon sein Großvater übte diesen Beruf aus. 
Sein Enkel Jochen ist Musiker und Autor. 